# 布拉斯敦峰
布拉斯敦峰（英語：Brasstown Bald）是美国喬治亞州的最高点，位于该州的东北部，被当地的切羅基人称作“Enotah”。